# Wunderschöner
Wunderschöner ist ein Episodenfilm der deutschen Regisseurin und Filmschauspielerin Karoline Herfurth aus dem Jahr 2025. Der Film ist eine Fortsetzung der dramatischen Komödie Wunderschön aus dem Jahr 2022 und dreht sich sowohl um wiederkehrende als auch neue Figuren.
Der Film wurde von deutschen Filmförderungen mit insgesamt 900.000 Euro unterstützt und hatte ein Gesamtbudget von etwa 8 Millionen Euro.
Wunderschöner lief insgesamt acht Wochen in deutschen Kinos, verzeichnete knapp 1,3 Millionen Kinobesucher und erzielte einen Umsatz von 14,5 Millionen Euro.

## Handlung
Nadine setzt alles daran, auch mit 50 noch jung, straff und attraktiv zu bleiben. Doch als ihr Mann Philipp sich einer Prostituierten zuwendet, stürzt sie in eine tiefe Lebenskrise. Was hat die andere, was sie nicht hat? Ihre Tochter Lilly beschäftigt sich unterdessen mit den Vorträgen ihrer Kunstlehrerin Vicky Schiller über die Unsichtbarkeit von Frauen in der Geschichte und fragt sich, ob sie überhaupt sagen kann, was sie nicht will – etwa gegenüber ihrem Freund Enno. Dieser sitzt während der Projekttage in einem Kurs über „toxische Männlichkeit“, geleitet von Vickys neuem Kollegen Trevor, der schnell ihr Interesse weckt. Doch eigentlich vermisst Vicky ihren Partner Franz, der sich auf unbestimmte Zeit in die Berge zurückgezogen hat, da sie nicht mehr sicher ist, ob isolierte Zweisamkeit das richtige Lebensmodell für sie ist. Isolation spürt auch Julie in ihrem neuen Job als Aufnahmeleiterin einer TV-Show.
Der Umgang mit dem übergriffigen Kollegen Paul verstärkt ihre Selbstzweifel: Ist sie wirklich zu schwierig, zu empfindlich, zu laut? Doch selbst, wenn sie ihre Stimme erhebt, will niemand so recht zuhören. Das Zuhören fällt auch Sonja und Milan schwer, die sich inzwischen getrennt haben. Bei einer Familientherapie versuchen sie, eine gemeinsame Sprache zu finden, doch als Sonja von Milans neuer Partnerin erfährt, trifft es sie hart. Aus Angst allein zurückzubleiben, wagt sie sich selbst ins Dating – und erkennt dabei, dass sie etwas ganz anderes sucht.

## Rezension

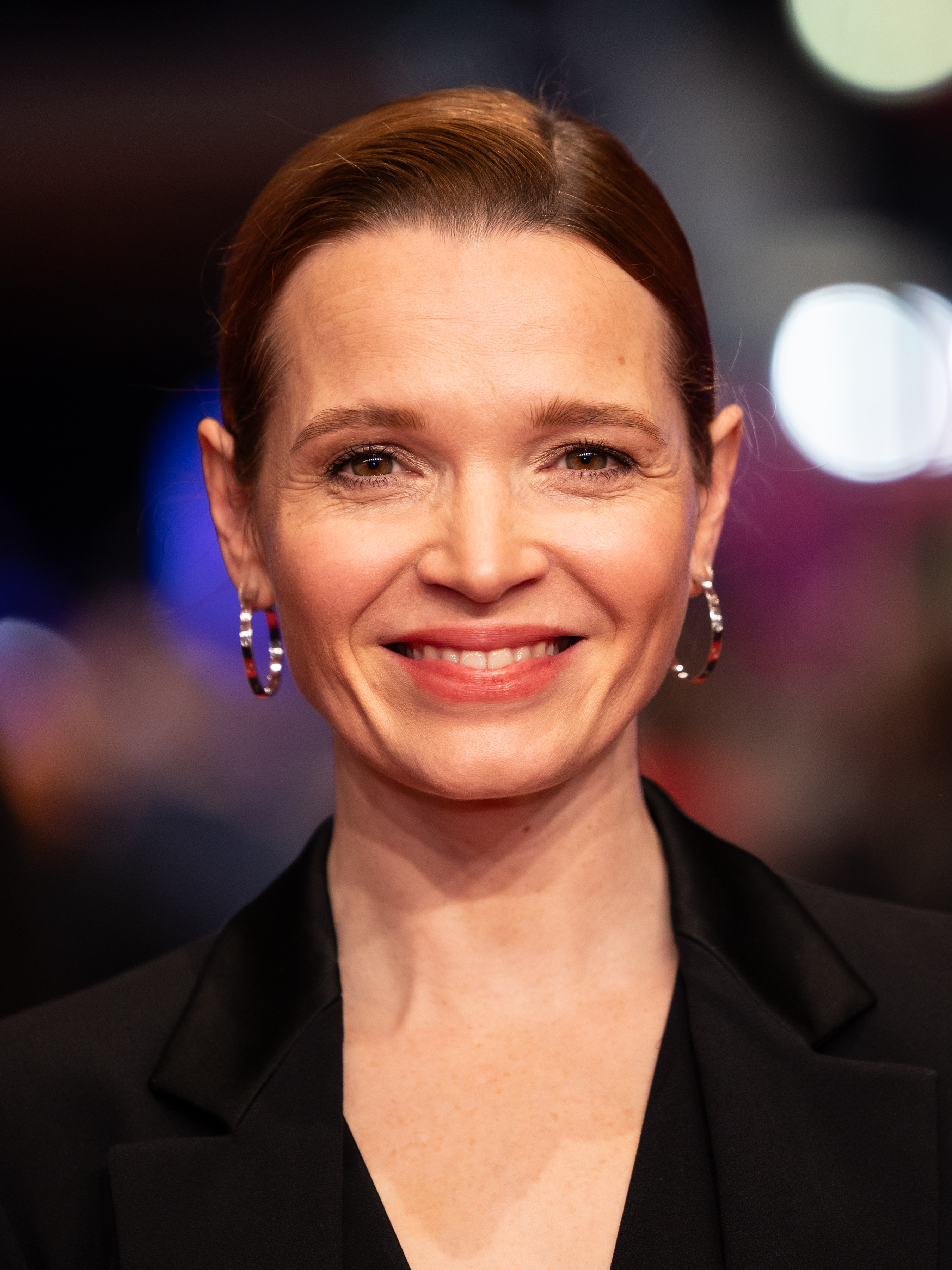
Regisseurin Karoline Herfurth spielt in ihrem Film Sonja

Christoph Petersen von Filmstarts vergab 4,5 von 5 Sternen und bezeichnete den Film als Werk, das dorthin geht, „wo es wirklich wehtut, wo es wirklich berührt, wo es wirklich lustig ist.“
Die Deutsche Film- und Medienbewertung (FBW) stuft den Film als „besonders wertvoll“ ein, da „hervorragende Drehbuch- und Regiearbeit geleistet“ wurde.
Antje Wessels lobte den Film als „ein intensives, bisweilen sehr dramatisches, in den richtigen Momenten herzliches und zum Nachdenken anregendes Zeitgeistporträt, das weit über das gängige deutsche Zeigefinger-Kino hinausgeht.“
Bei Kino-Zeit wird von „Unterhaltungskino“ gesprochen, „das seine relevanten Themen trotz der Zugabe von leichten Momenten niemals banalisiert.“